# 約翰·米爾斯 (演員)
約翰·米爾斯爵士，CBE（1908年2月22日—2005年4月23日）是一位英國男演員。在職業生涯七十年間，他參演過一百二十部電影，且米爾斯時常飾演外表不起眼但判斷力良好的英雄。參演過較著名的作品如《女大不中留》（1954年）、《鼓笛震軍魂》（1960年）、《婚之惑》（1966年）和《瑞恩的女兒》（1970年）。
1992年，米爾斯幾乎失去了他的視力。在此之前的幾年，他都只在電視的特殊場合露面和在電影客串演出。2005年4月23日，他在白金漢郡的德納姆以高齡97歲過世。妻子瑪莉·海莉·貝爾（Mary Hayley Bell）也於2005年12月去世，兩人共同安葬在德納姆墓地。

## 外部連結
- John Mills在互联网电影资料库（IMDb）上的資料（英文）
- It's Not Just Michael Powell: British Films of the 30s, 40s and 50s
- Sir John Mills Theatre – Eastern Angles
- Quatermass.org.uk – Profile at the Nigel Kneale & Quatermass Appreciation Site
- Photographs and literature （页面存档备份，存于）
- John Mills' appearance on This Is Your Life （页面存档备份，存于）